# حساس‌شدگی

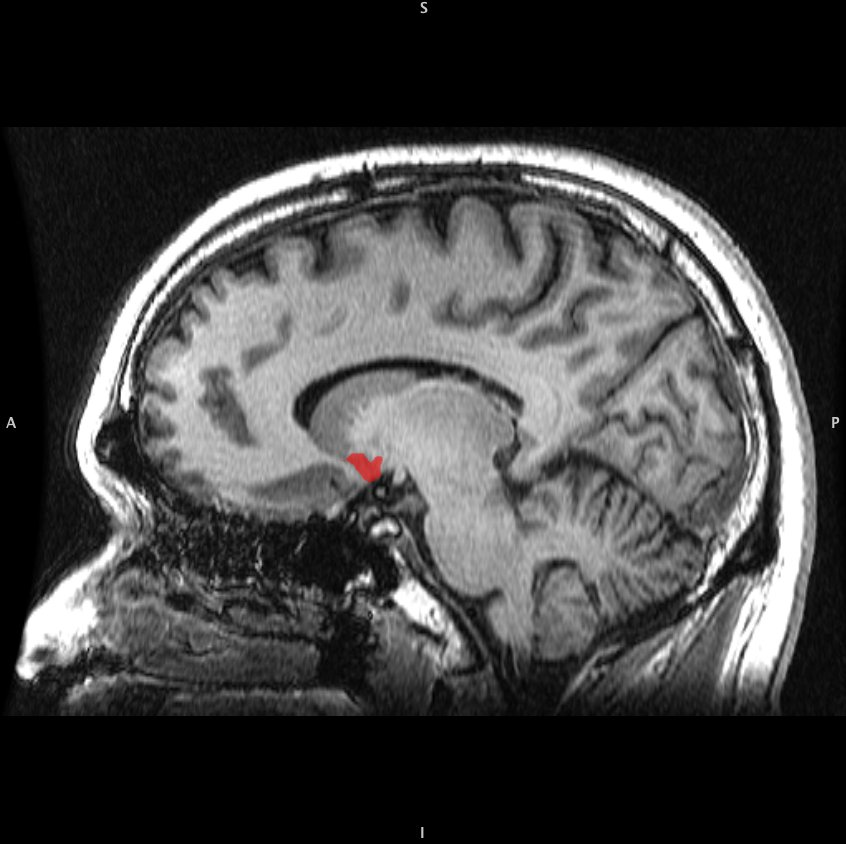
منطقه مورد نظر در حساس‌شدگی که با رنگ قرمز نشان داده شده

حساس‌شدگی (به انگلیسی: Sensitization) یک نوع یادگیری ناهمخوان یا غیرتداعی (به انگلیسی: non-associative learning) است که از طریق آن، افزایشی در پاسخ رفتاری نسبت به یک محرک رخ می‌دهد.
Sensitization به حالتی گفته می‌شود که در آن محرک به شکل شدید، طولانی و مکرر بر روی بافت آسیب دیده اعمال می‌شود و آستانهٔ تحریک پذیری آن را پایین می‌آورد.
در حساس‌شدگی، جاندار یادمی‌گیرد واکنش خود را به محرکی ضعیف که محرکی تهدیدآمیز یا دردناک در پی دارد، افزایش دهد؛ مثلاً، اگر چندبار، نخست صدایی خفیف از یکی از لوازم منزل، و بلافاصله صدای شکستن آن شیء را بشنویم، یادمی‌گیریم واکنشی شدید به آن صدای خفیف نشان بدهیم.
در حلزون نیز، اگر لمس ملایم بدن جانور را با واردآمدن ضربهٔ شدید به دم او همراه کنیم، پس از چند کوشش از این نوع، پاسخ حلزون به لمس ملایم بدنش محسوس‌تر می‌شود.